# Stanislav Látal
Stanislav Látal (7. května 1919, Samotišky – 4. srpna 1994, Praha) byl český režisér animovaných filmů, jeden ze zakladatelů českého animovaného filmu.

## Dílo
- 1949 Liška a džbán
- 1954 Psí starosti
- 1955 Kuťásek a Kutilka na pouti
- 1961 Plivník dlaždiče Housky
- 1965 Jak si opatřit hodné dítě
- 1965 Otýlie a 1580 kaněk
- 1965 Nebuďte mamuty
- 1968 Příliš mnoho něhy
- 1969 Neděle 1969
- 1975 Krakonoš a švec
- 1982 Dobrodružství Robinsona Crusoe, námořníka z Yorku
- 1984 Kamarád kapříků - kinosestřih TV večerníčku Vodník Čepeček (1983) určený do kin
- 1986 Osudy dobrého vojáka Švejka - devítidílný animovaný loutkový seriál zahrnující též sekvence z trilogie r. Jiřího Trnky Osudy dobrého vojáka Švejka (1954-1955)